# Freddy Christmann
Fred „Freddy“ Christmann (* 11. Mai 1931 in Wattenheim; † 1. Dezember 2007 in Schneverdingen) war ein deutscher Trompeter des Modern Jazz. 
Christmann stammt aus einer musikalischen Familie; der Posaunist Egon Christmann ist sein Bruder. Freddy Christmann besuchte von 1940 bis 1944 das Hoch’sche Konservatorium in Frankfurt am Main, um Violine zu studieren. 1946 wechselte er auf die Trompete, um von 1947 bis 1949 im Rhein-Main-Gebiet in den Armeeclubs der amerikanischen Besatzungsmacht aufzutreten. 
Dann zog er nach München, wo er mit Paul Martin, Jutta Hipp, Delle Haensch und Hans Koller arbeitete. Von 1953 bis 1957 leitete Christmann gemeinsam mit Pepsi Auer ein Quartett und spielte sowohl mit dieser Combo als auch ab Mitte der 1950er Jahre mit den German All Stars auf Festivals. 1958 wurde er Mitglied des Jazzensembles des Hessischen Rundfunks und gründete 1960 ein Quartett mit Gustl Mayer, Pepsi Auer und Günter Lenz. 
Zwischen 1963 und 1966 war er Mitglied der Bigband von Kurt Henkels. Anschließend leitete er das Jazz House in Hamburg, in dem auch Aufnahmen für das von ihm mitgegründete Label Happy Bird entstanden. Er war weiter als Musiker aktiv und ist beispielsweise auf der Jazzrock-Platte Free Jazz Goes Underground von Free Orbit mit Udo Lindenberg (MPS) vertreten.

## Lexigraphische Einträge
- Carlo Bohländer, Karl Heinz Holler, Christian Pfarr: Reclams Jazzführer. 5., durchgesehene und ergänzte Auflage. Reclam, Stuttgart 2000, ISBN 3-15-010464-5.